# Air Serbia
Air Serbia je srbijanska nacionalna zrakoplovna tvrtka i najveći zračni prijevoznik u toj zemlji.
Smatra se nasljednicom Jat Airwaysa, koji je bio nacionalna zrakoplovna tvrtka bivše Jugoslavije i kasnije Srbije.

## Flota
Flota Air Serbije sastoji se od sljedećih zrakoplova:
* J i Y su kodovi koji označavaju klasu sjedala u zrakoplovima, a određuje ih Međunarodna udruga za zračni prijevoz.

## Vanjske poveznice
- Službene stranice